# هنري كونلي
هنري كونلي (بالإنجليزية: Henry Connelly)‏ هو سياسي أمريكي، ولد في 1800 في مقاطعة سبنسر في الولايات المتحدة، وتوفي في 12 أغسطس 1866 في سانتا فيه في الولايات المتحدة. انتخب Governor of the Territory of New Mexico ‏ (4 سبتمبر 1861 – 6 يوليو 1866).